# Torsten Spohn
Torsten Spohn (* 1966 in Ost-Berlin) ist ein deutscher Schauspieler, Theaterregisseur und Schauspiellehrer.

## Leben
Seine künstlerische Ausbildung erhielt Torsten Spohn von 1985 bis 1989 an der Hochschule für Schauspielkunst „Ernst Busch“ Berlin. Stationen seiner Bühnenlaufbahn waren neben anderen das Deutsche Theater in Berlin, die Uckermärkischen Bühnen Schwedt, das Kleist-Theater in Frankfurt (Oder), das Potsdamer Hans Otto Theater, die Theater in Bielefeld und Magdeburg, das Berliner Theater an der Parkaue und das Staatstheater Nürnberg, wo er auch als Regisseur tätig war.
Prägnante Rollen Spohns waren der Karl Moor in Friedrich Schillers erstem Drama Die Räuber (diese Rolle verkörperte er in Nürnberg und Frankfurt (Oder)), Siegfried in den Nibelungen von Friedrich Hebbel, Ferdinand in Schillers Kabale und Liebe, Jago in Othello von William Shakespeare und die Titelfigur in Prinz Friedrich von Homburg oder die Schlacht bei Fehrbellin von Heinrich von Kleist. 2012 spielte er den Schuldknecht bei den Berliner Jedermann-Festspielen unter der Regie von Brigitte Grothum. Weitere bekannte Regisseure, mit denen Spohn arbeitete, waren Leander Haußmann, Hansjörg Utzerath oder Heiner Müller.
1989 debütierte Spohn vor der Kamera in einer Folge aus der Krimireihe Polizeiruf 110. Seitdem ist er immer wieder überwiegend als Gastdarsteller in bekannten Fernsehserien zu sehen.
Neben seiner Tätigkeit als Schauspieler unterrichtet Torsten Spohn die Fächer „Szenenarbeit“ und „Rollenstudium“ an der Schauspielschule „Der Kreis“. Er lebt in Berlin.

## Filmografie (Auswahl)
- 1989: Polizeiruf 110 – Drei Flaschen Tokajer
- 1989: Johanna – Spiegelfechtereien
- 1995: Rache
- 1998: Ein Mord für Quandt – Schachspieler
- 1998: Wolffs Revier – Die Tote an der S-Bahn
- 1999: Polizeiruf 110 – Mordsfreunde
- 2000–2001: Schloss Einstein (8 Folgen als Herr Schwehrs)
- 2001: Das Baby-Komplott
- 2002: Dr. Sommerfeld – Neues vom Bülowbogen – Bis hierher und nicht weiter
- 2002: Unser Charly – Mausefallen
- 2002: Im Namen des Gesetzes – Tod am Telefon
- 2003: Spur & Partner
- 2003: Abschnitt 40 – Schattenboxen
- 2005: Stadt als Beute
- 2009: Pastewka – Der Spender
- 2015: Das Geständnis
- 2018: Wir sind doch Schwestern
- 2023: Der Zeuge

## Hörspiele
- 2006: Wie die Bären einst Sizilien eroberten – Autor: Dino Buzzati – Regie: Robert Schoen
- 2008: Hörspielraum: Ein einziges Kommen und Gehen – Autorin und Regie: Sylvia Rauer
- 2008: Nothing to know but coffee to go – Autorin: Esther Dischereit – Regie: Robert Schoen